# ベートーベンを弾く
『ベートーベンを弾く』（ベートーベンをひく） は、教育テレビの「NHK趣味百科」（現・趣味悠々）の中で放送されたテレビ番組である。

## 概要
数あるベートーヴェンのピアノ曲の中から、ソナタを中心にレッスンしていく。
講師はゲルハルト・オピッツ。収録は、ミュンヘン音楽大学 大ホール（1993年8月18日 - 26日）。

## 放送日時
- 1994年1月6日 - 3月31日（全13回）[1]
  - 毎週木曜日 21:25 - 21:55
  - 毎週金曜日 14:30 - 15:00（再放送）

## 放送内容
- 第1回 - 第3回
ソナタ第8番 ハ短調 作品13 「悲愴」（生徒：野村幸代）
- 第4回 - 第5回
ソナタ第20番 ト長調 作品49-2 「やさしいソナタ」（生徒：カタリーナ・ミーゼン）
- 第6回 - 第8回
ソナタ第14番 嬰ハ短調 作品27-2 「月光」（生徒：安藤丘）
- 第9回
「エリーゼのために」 イ短調 WoO.59（生徒：アユミ・片山・ヤンケ）
- 第10回 - 第13回
ソナタ第23番 ヘ短調 作品57 「熱情」（生徒：ブレンノ・アンブロジーニ）